# Museo egizio (Milano)
Il Museo egizio di Milano ha sede nei sotterranei del Castello Sforzesco, che ospitano anche il Museo della preistoria e protostoria.

## Storia
I primi reperti dell'Antico Egitto sono giunti a Milano negli anni venti del XIX secolo, anche se bisognerà aspettare il 1973 per vederli esposti al pubblico nella prima sede del Museo egizio della città. All'epoca la sede del Museo egizio di Milano era nel sotterraneo del cortile della Rocchetta, all'interno del Castello Sforzesco. 
La proprietà delle esposizioni è passata al comune di Milano nell'anno 1900, con le collezioni che si sono ampliate nel corso del tempo grazie a donazioni di collezionisti privati e agli scavi effettuati in Egitto negli anni trenta del XX secolo da Achille Vogliano, che hanno portato il numero di reperti esposti a raggiungere le 3.000 unità. Degni di nota, tra le collezioni, sono il corredo funerario di Peftauajaset e una statua di Osiride in bronzo.
Nel 2003, previa ristrutturazione dell'esposizione, il museo è stato collocato nelle sale viscontee del Castello Sforzesco. Nel 2021 il museo egizio di Milano è stato oggetto di una nuova ristrutturazione con l'installazione di supporti multimediali, con lavori di adeguamento per eliminare le barriere architettoniche e con l'installazione di un nuovo impianto di illuminazione dei reperti.

## Esposizioni
Il museo è diviso in sette sezioni:
- La scrittura
- Il faraone
- Dei e culti
- La vita quotidiana
- Il culto funerario
- Gli scavi Vogliano
- Mummie, sarcofagi e maschere funerarie

All'ingresso, ad accogliere il visitatore è una statua-cubo con volto enigmatico. Il museo pone particolare attenzione alle usanze funerarie nell'Antico Egitto: fra i papiri e i rilievi del faraone, sono presenti steli funerarie, un libro dei morti, amuleti, ushabti, vasi canopi e sarcofagi. Il sesto dei sette percorsi del museo comprende opere provenienti dagli scavi effettuati dal papirologo ed egittologo fiorentino Achille Vogliano a Medinet-Madi (nel Fayyum) tra il 1935 e il 1936, fra le quali di grande rilievo è la statua del faraone Amenemhat III della XII dinastia (1842-1794 a.C.).

## Galleria d'immagini

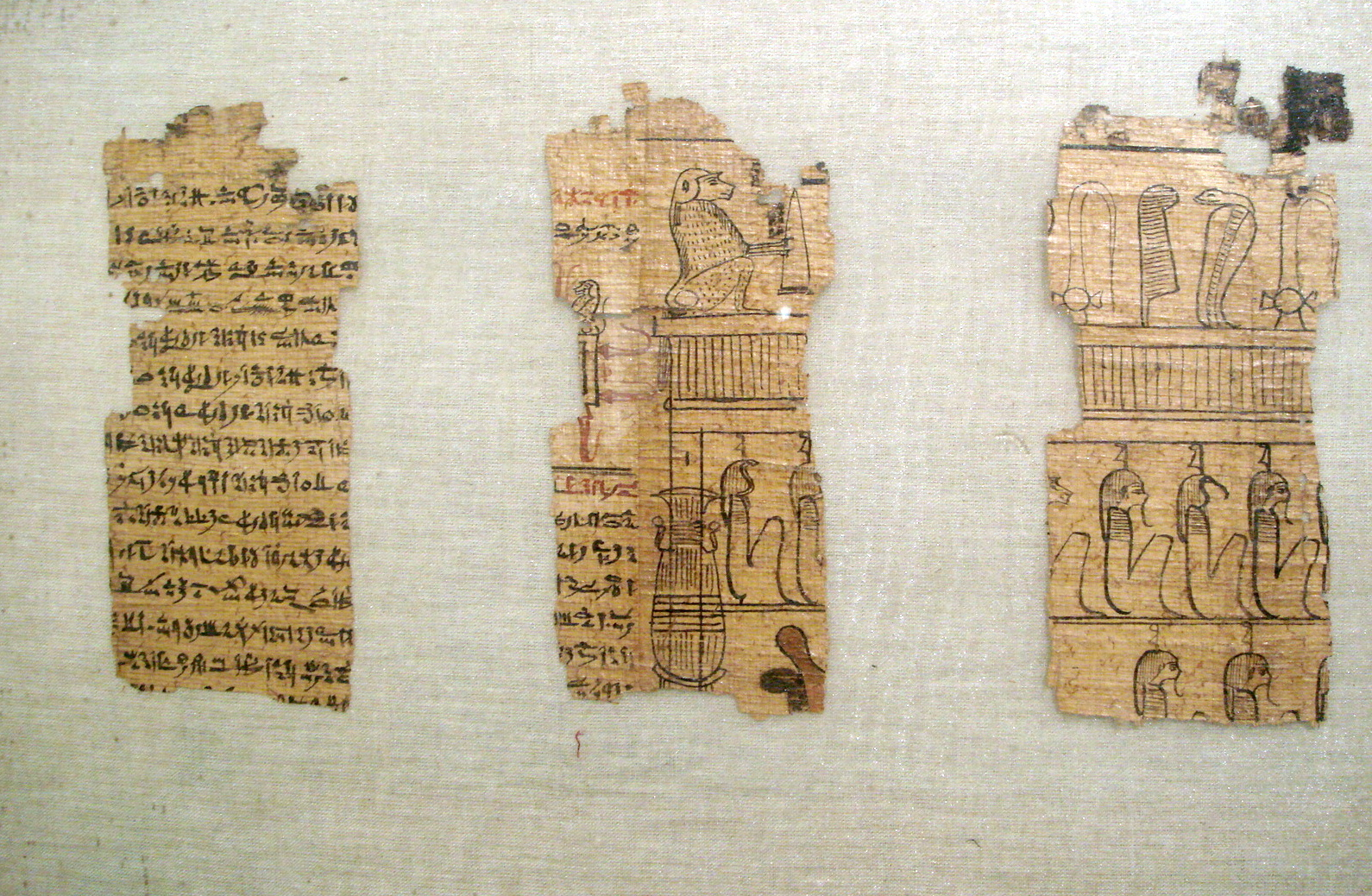
Frammento del libro dei morti conservato nel museo.
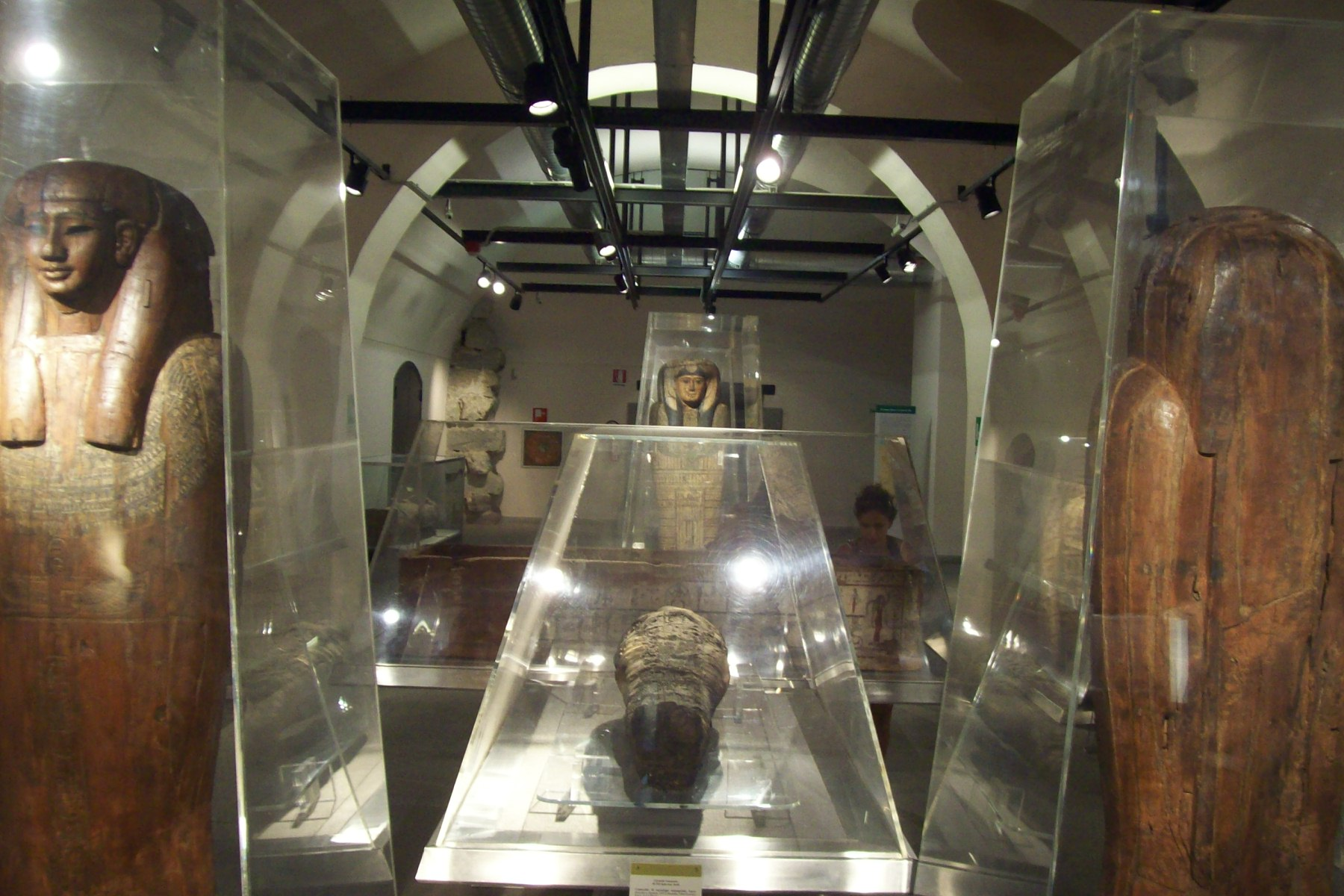
Una delle mummie all'interno del museo.
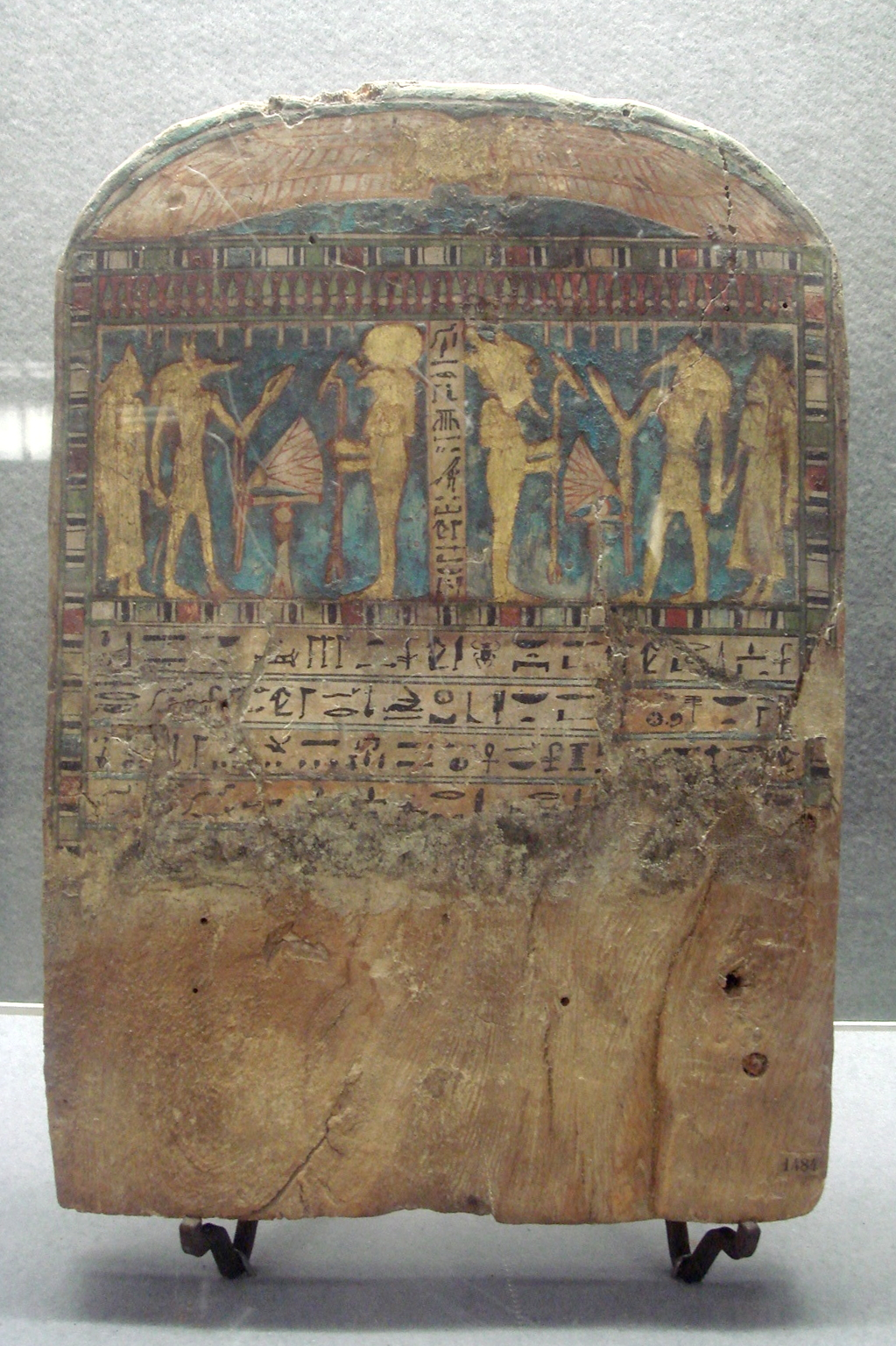
Stele funeraria (sec VII-IV a.C.).
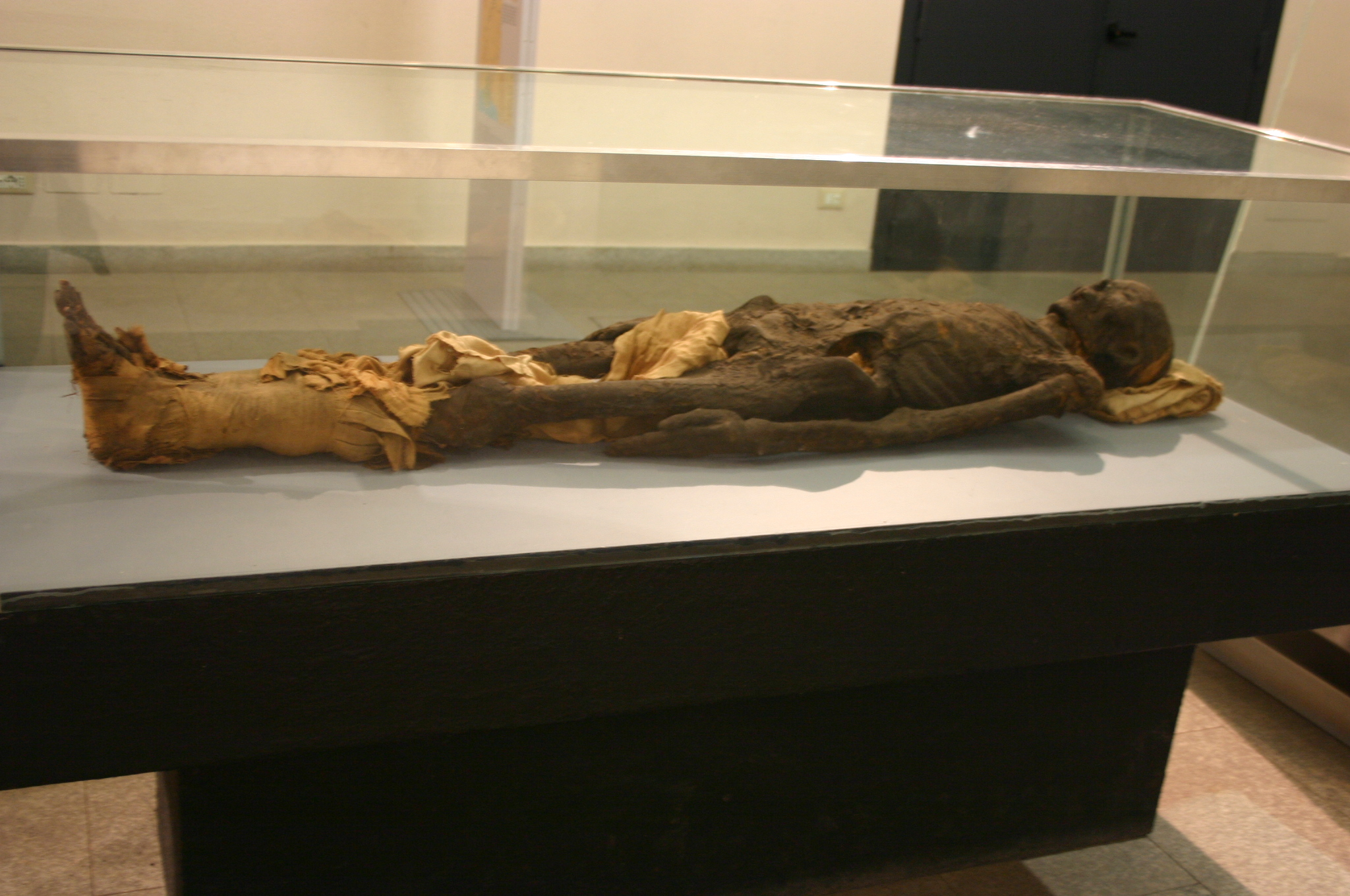
Mummia di epoca grecoromana, da Tebe.
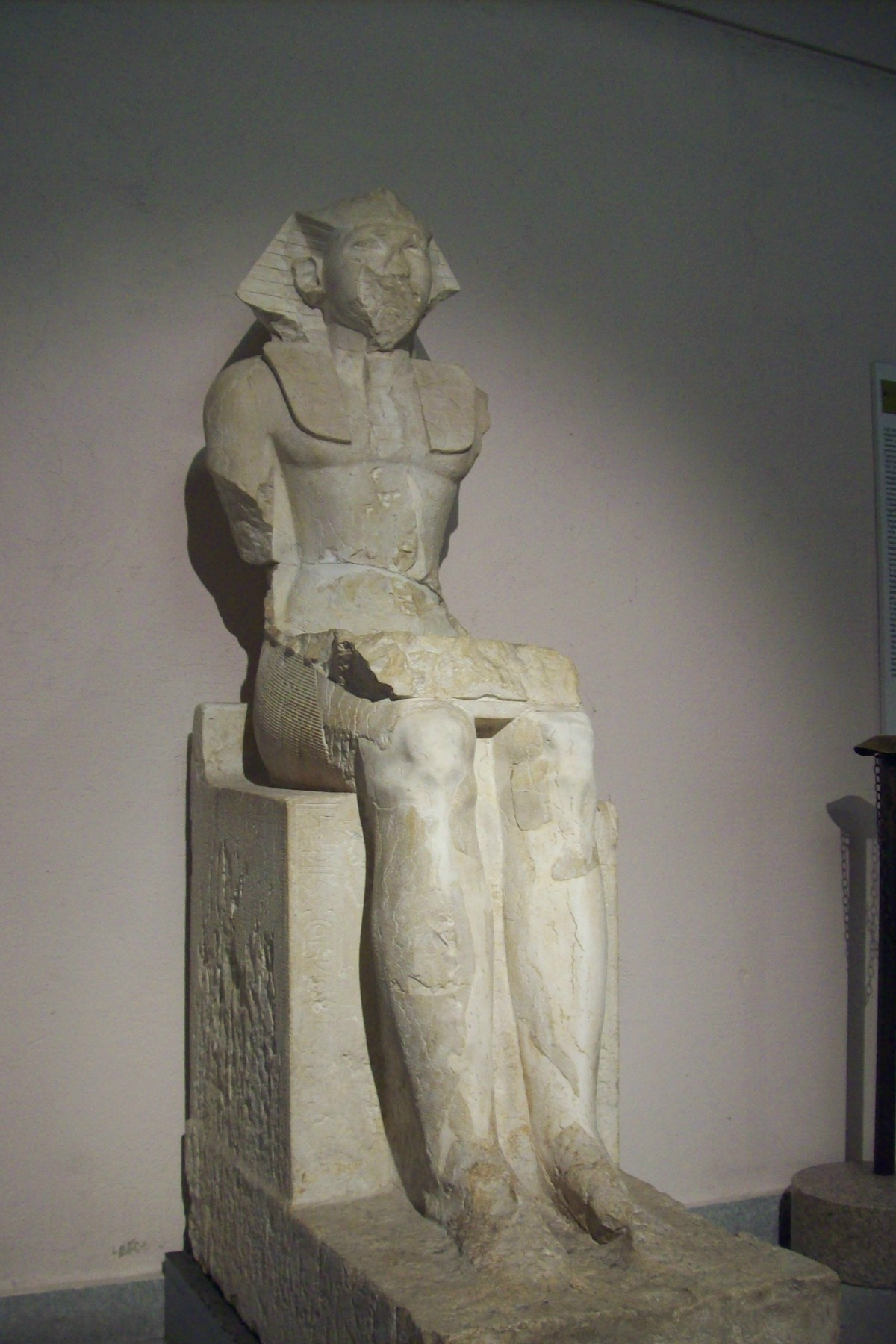
Amenemhat III (1842-1794 a.C.).
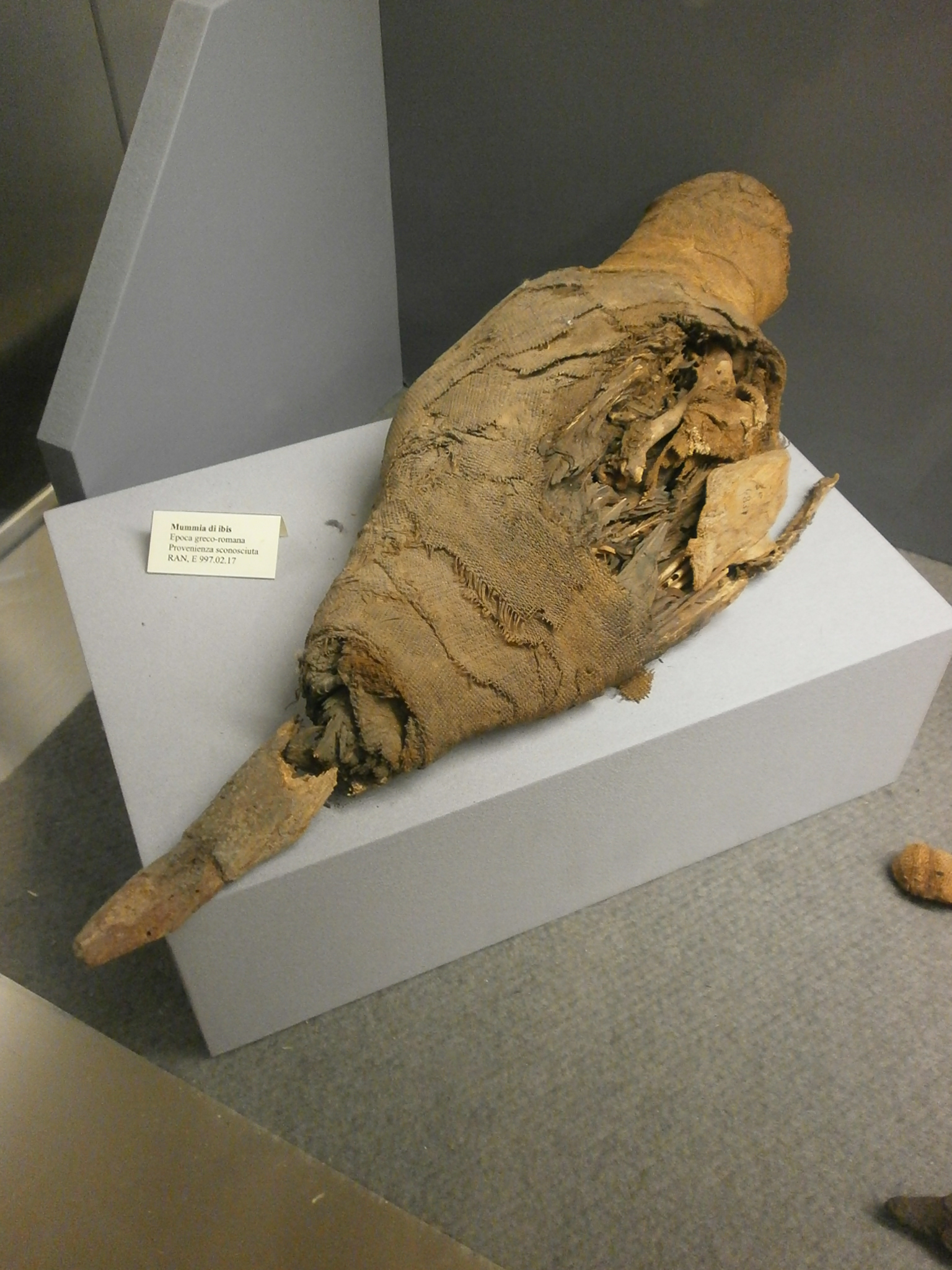
Mummia di Ibis, epoca grecoromana, provenienza sconosciuta.
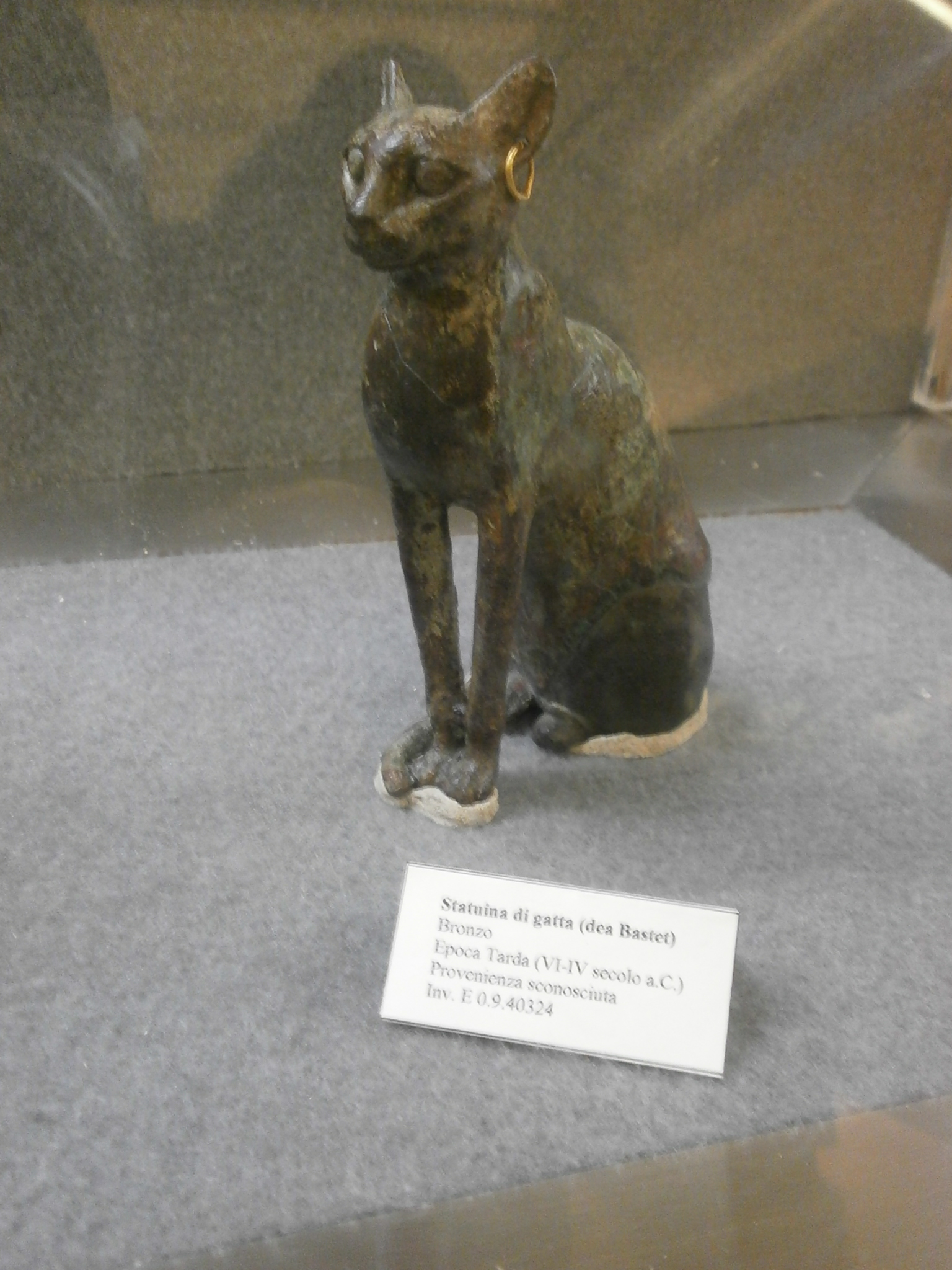
Statua di gatta (dea Bastet), bronzo, VI-IV secolo a.C.